# Pedro Wolcan
Pedro Ignacio Wolcan Olano (ur. 21 października 1953 w Nueva Helvecia) – urugwajski duchowny katolicki, biskup Tacuarembó od 2018.

## Życiorys
Święcenia kapłańskie otrzymał 21 września 1986 i został inkardynowany do diecezji Mercedes. Pracował przede wszystkim jako duszpasterz parafialny, był jednocześnie m.in. sekretarzem komisji Konferencji Episkopatu Urugwaju ds. duszpasterstwa, a także wikariuszem generalnym diecezji.
19 czerwca 2018 papież Franciszek mianował go ordynariuszem diecezji Tacuarembó. Sakry udzielił mu 12 sierpnia 2018 biskup Carlos Collazzi.